# Калиновка (Доманёвский район)
Калиновка (укр. Калинівка) — село в Доманёвском районе Николаевской области Украины.
Население по переписи 2001 года составляло 9 человек. Почтовый индекс — 56419. Телефонный код — 5152. Занимает площадь 0,193 км².

## Местный совет
56419, Николаевская обл., Доманёвский р-н, с. Богдановка, ул. Ленина, 46